# Vitti na crozza
Vitti na crozza (Viděl jsem lebku) je jedna z nejslavnějších sicilských lidových balad, kterou podle převažujícího názoru zhudebnil roku 1950 italský hudební skladatel Franco Li Causi (1917–1980) pro film Pietra Germiho Cesta naděje (Il cammino della speranza). První nahrávka písně je pak z roku 1951 v podání tenoristy Michelangela Versiho (1920–2006). Podle tohoto názoru píseň pak velmi rychle zlidověla. Existují však i názory, že jde o starou lidovou píseň, kterou Franco Li Causi pouze upravil.
Text písně je o tom, že zpěvák uviděl na strážní věži (kde se vystavovala těla popravených) lebku, dal se s ní do řeči a ona mu řekla: Zemřela jsem, aniž by mi zazvonil zvon. Rychle uběhl můj život, a již mě na tomto světě nic nečeká. 
Jiná varianta textu písně je o tom, že zpěvákovi lebka připomněla jeho stáří, že jeho život končí a že tu brzy všechno zanechá. 
S tímto poněkud smutným obsahem kontrastuje poměrně veselá melodie s refrénem na la la lero la la, který však v původní verzi Franca Li Causiho nebyl. Této verzi je také bližší smutný a melancholický způsob interpretace písně od některých zpěváků, například od tenoristy Roberta Alagniho.

## Text písně v sicilštině
Vitti na crozza supra nu cannuni 

fui curiusu e ci vossi spiari 
 
idda m'arrispunniu cu gran duluri 
 
murivu senza toccu di campani 

la la la lero la la
la la lero la la
la la lero la la
la la
Si nni jeru si nni jeru li mè anni 
 
si nni jeru si nni jeru un sacciu unni 
 
ora ca sugnu vecchiu di uttant'anni 
 
chiamu la morti e idda m'arrispunni

la la la lero la la
la la lero la la
la la lero la la
la la
Cunzàtimi cunzàtimi lu me lettu 
 
ca di li vermi sugnu mangiatu tuttu 
 
si nun lu scuntu cca lume piccatu 
 
lu scuntu a l'àutra vita a chiantu ruttu 

la la la lero la la
la la lero la la
la la lero la la
la la
C'è nu giardinu ammezu di lu mari 
 
tuttu ntissutu di aranci e ciuri 
 
tutti l'acceddi ci vannu a cantari 
 
puru li sireni ci fannu  all'amuri 

la la la lero la la
la la lero la la
la la lero la la
la la
la la la lero la la
la la lero la la
la la lero la la
la la